# 奧爾科普紐納山
13°54′50″S 71°08′37″W / 13.91389°S 71.14361°W
奧爾科普紐納山（Orco Puñuna），是秘魯的山峰，位於該國東南部庫斯科大區，由坎奇斯省的皮圖馬卡區負責管轄，屬於韋爾卡努塔山脈的一部分，海拔高度約5,200米。